# بهنوش صادقی
بهنوش صادقی (زاده ۲۳ آبان ۱۳۵۸) بازیگر و کارگردان ایرانی است.

## زندگی
صادقی در رشته کارگردانی بازیگری تحصیل و فعالیت هنری‌اش را روی صحنه تئاتر آغاز کرده است. بهنوش صادقی در آثاری نظیر سریال‌های تلویزیونی؛ «دردسرهای عظیم ۲»، «مدینه» و فیلم سینمایی «به همین سادگی» فعالیت داشته است. وی خواهر مهنوش صادقی است.

## بازیگری
- ۱۳۷۹ پدر خاک (نادر کجوری)
- دردسرهای عظیم ۲
- مدینه
- تهران پلاک ۱
- به همین سادگی
- دوشیزه

## کارگردانی و نویسندگی
- چراغ‌هایی که روشن نشدند (۱۳۸۸)
- خانه دیگری
- مرد آرام (۱۴۰۳)